# Jonathan Hinder
Jonathan James Hinder est un homme politique britannique, membre du Parti travailliste. Il est député de Pendle and Clitheroe (en) depuis 2024. Il remporte le siège face à Andrew Stephenson, un conservateur.
Ancien inspecteur de police jusqu'en 2022, il est nommé en novembre 2023 pour représenter le parti travailliste lors de l'élection générale britannique de 2023.